# Бијер (По)
Бијер (фр. Billère) насеље је и општина у југозападној Француској у региону Аквитанија, у департману Атлантски Пиринеји која припада префектури По.
По подацима из 2011. године у општини је живело 13.343 становника, а густина насељености је износила 2919,69 становника/km². Општина се простире на површини од 5 km². Налази се на средњој надморској висини од m метара (максималној 205 m, а минималној 159 m).

## Демографија
| 1962. | 1968.  | 1975.  | 1982.  | 1990.  | 1999.  | 2011.  |
| ----- | ------ | ------ | ------ | ------ | ------ | ------ |
| 7.289 | 13.382 | 14.657 | 13.138 | 12.570 | 13.398 | 13.343 |

График промене броја становника у току последњих година